# 鍼

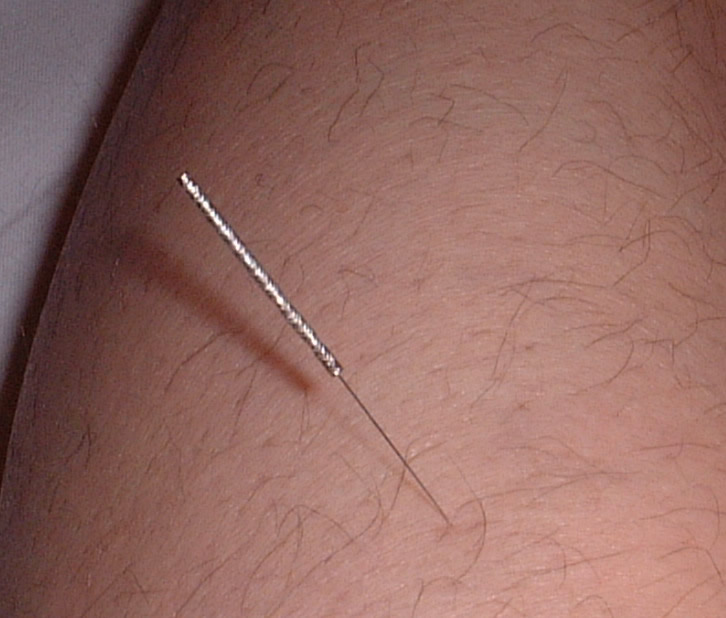
ステンレス1寸1番鍼

鍼（はり、英: acupuncture）もしくは鍼治療（はりちりょう）とは、身体の特定の点を刺激するために専用の鍼を生体に刺入または接触する治療法である。中国医学等の古典的な理論に基づいており、中国・日本・韓国でそれぞれ発達した。このうち韓国が特に鍼を重視し、「一鍼二灸三薬」と言われている。中国医学では、経穴を刺激することで経絡として知られる道を通る「気」の流れの異常を正すとされる。科学的調査では「気」、「経絡」、「経穴」、といった中国医学の概念に組織学的あるいは生理学的相互関係は見出されておらず、一部の現代の施術者は中国医学的手法に基づかない鍼療法を使用している。
UNESCOは「伝統中国医学としての鍼灸」(Acupuncture and moxibustion of traditional Chinese medicine)を、2010年11月16日に無形文化遺産に指定した。
現在、日本において鍼を業として行えるのは、医師および国家資格であるはり師の免許を持つ人である。鍼灸院ならびに医療機関にて受けられる。鍼灸院の開設は、はり師、きゅう師の資格を持つものならびに医師に限られる。
欧米では代替医療、医療類似行為に分類されている。
侵襲性はごくわずかであるものの、鍼灸針を使用した表皮への刺鍼は、プラセボ効果を十分に制御した治験を計画する時に支障を来す 。伝統的鍼治療と偽療法を比較した多くの研究によって、偽鍼治療と伝統的鍼治療の両方が通常治療よりも優れていたものの、両者の効果は同等であったことが示されている。これらの知見は経穴の特異性に関する中国医学理論と矛盾しているように見える。現在のエビデンスは鍼治療の効果が全てプラセボによるものである可能性を排除していない。
特定の症状に対する鍼治療の適用はアメリカ国立衛生研究所やイギリスの国民保健サービス、世界保健機関、アメリカ国立補完代替医療センターによって認められている。しかしながら、懐疑論者は様々な保健管理機関による鍼の承認に対して、ひどく軽率であり鍼の有効性に関する異論あるいは反論を含んいでないとして批判している。鍼治療はクリーン・ニードル・テクニック (CNT) を用いて施術した場合には一般的に安全であり、深刻な副作用の危険性は非常に低い。
以下では主に日本の鍼を解説する。

## 鍼の歴史

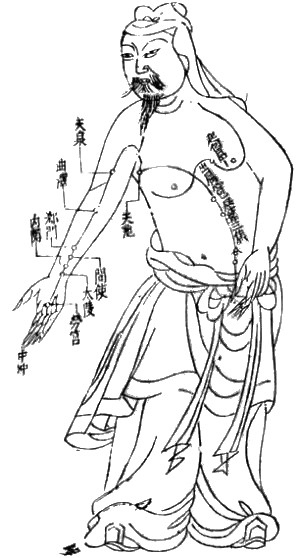
経絡図の一例

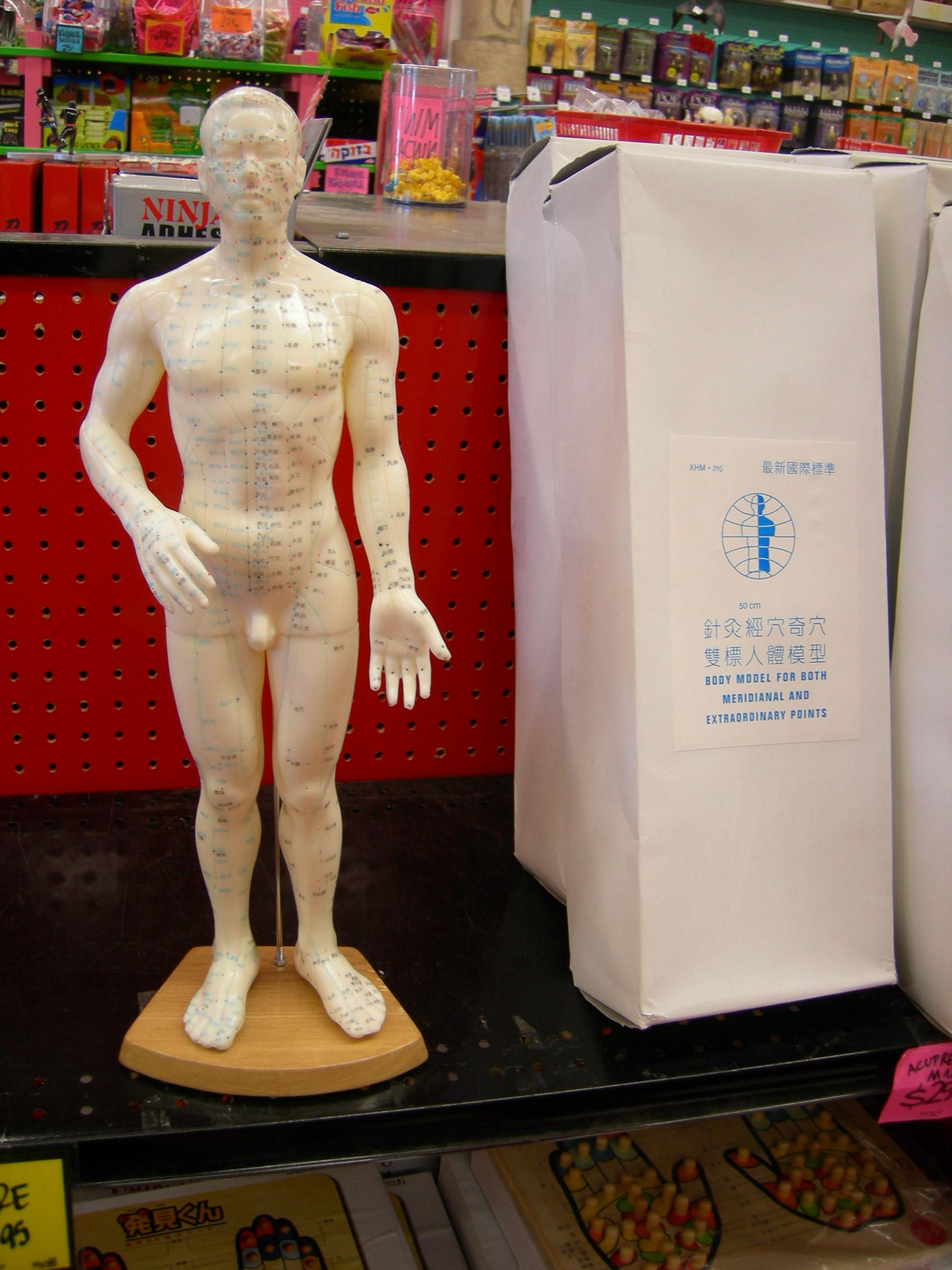
鍼用のモデルの一例

鍼の元は石器時代の古代中国において発明された。砭石（へんせき）もしくは石鍼（いしばり、石針とも書く）とよばれるこの鍼の元は主に膿などを破って出すのに使われた。これが後に動物の骨を用いて作られた骨針、竹でできた竹針（箴）、陶器の破片でできた陶針などになっていった。現在使われる金属の鍼は戦国時代頃に作られ始めたといわれる。この鍼が黄河文明で発展した経絡の概念や臓腑学（ぞうふがく）、陰陽論（いんようろん）などと結びついて鍼治療が確立していく。黄帝内経（こうていだいけい）と呼ばれる最古の中医学理論のテキストの中に、当時使われていた鍼を特徴で9つに分類した古代九鍼が紹介されている。（⇒詳細は鍼灸参照）
日本において鍼、灸、湯液などの中国医学概念は遣隋使や遣唐使などによってもたらされた。奈良時代の律令制において既に鍼師（官職名としては針博士・針師）が医師、按摩師などと共に存在していたことが分かる。以降、鍼師は医師などと共に日本の医療の中核を担っていく。また、日本独自の鍼の発展として、984年に丹波康頼によって編纂された日本最古の医学書『医心方』を見ると鍼治療が当時の中医学概念より簡便化されたものになっていることがみられる。手技においても安土桃山時代に御薗意斎が金や銀の鍼を木槌で叩いて打ち込む打鍼法や、江戸時代に盲人の杉山検校こと杉山和一によって作られた管鍼法などがある。特に杉山和一の影響は大きく、管鍼法は日本の主流の技法になっており、日本の盲学校で鍼灸を教えるのは杉山和一が各所につくった鍼治学問所から発展したものである。
世界においては1950年代ごろからフランスや東欧諸国などから中国へ鍼灸の勉強をするための留学生が訪れたりしている。アメリカ合衆国では1971年、ニクソン大統領訪中の際に同行したニューヨーク・タイムズの記者が虫垂炎にかかり、手術をおこなった後の違和感や疼痛の改善のために鍼灸を受けたことが知られている。
現在まで、鍼灸施術者の育成は3年制専門学校における教育が主体となっているが、若干の「鍼灸大学」も設置されつつある。国立の一校（筑波技術大学）他、私立の数校（明治国際医療大学、関西医療大学、鈴鹿医療科学大学、帝京平成大学、森ノ宮医療大学、東京有明医療大学など）がある。また、鍼灸を専攻する大学院は1991年に明治鍼灸大学に初めて設置され、以後、他校もこれに倣いつつある。
2008年6月18日、大韓韓方医協会は「WHOの“鍼灸経穴部位の国際標準”に韓国の鍼術方法が採択された」と発表した。この発表に対してWHOは不快感を示し韓国に抗議したと報道された。

## 「鍼」と「針」
コンピュータのJIS第一水準漢字にも「鍼」が含まれていることから、現在はこの難しい字が抵抗なく用いられるようになってきているが、常用漢字表には入っていないため、新聞などでは「はり治療」、「しん灸師」などの交ぜ書きが見られる。
現在、日本鍼灸師会および全日本鍼灸マッサージ師会は公式文書にも「鍼」を使用している。なお、中国においては、治療用の鍼も「針」に統一された。ただし、かねへんも簡略化され、「针」である。

## 鍼とエビデンス
1979年に世界保健機関（WHO）が臨床経験に基づく適応疾患43疾患を発表し、1997年にNIHの合意声明書において鍼治療は手術後の吐き気、妊娠時の悪阻、化学療法に伴う吐き気、抜歯後の疼痛、などに有効であることが示された。
また、2003年にも、WHOが臨床試験に関するレポートを出している。
2000年には英国医師協会も鍼の有効性に関する合意声明を表明。しかしながら、この声明の前提となっている鍼の有効性を示すデータの扱いについては批判がある。
2010年現在、アメリカ国立衛生研究所（NIH）の国立補完代替医療センター（NCCAM）によると、大規模な臨床試験の結果、鍼治療は頭痛、偏頭痛、腰痛、上腕骨外上顆炎（テニス肘）については通常の医療と同等に効果がある（あるいは "同等に効果がない"）可能性があるとしている。
2017年現在、アメリカリウマチ学会によると、線維筋痛症のガイドラインにおいて弱いながらも推奨がある。

## 作用

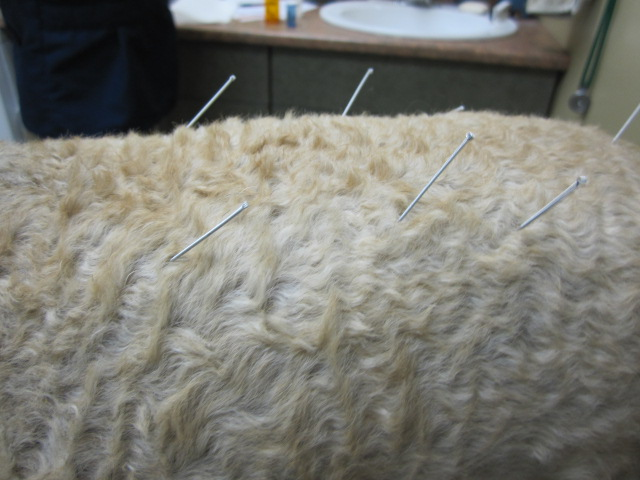
イヌへの鍼

鍼の作用には交感神経活動の抑制、すなわち交感神経バイアスの関与。鍼刺激で筋の硬さが緩むとともに筋交感神経活動の抑制が筋の過緊張の緩和に関与し筋血液量が増加する。なお、マイクロニューログラムによる筋交感神経活動の観察では、鍼刺激は筋交感神経活動を抑制する。
また、鍼刺激によりCGRP(キカルシトニン遺伝子関連ペプチド)が感覚神経末端から放出され、筋肉の血管を拡張させる。
上記の作用機序などにより多くの生理反応が起きる。
- 調整作用（整腸作用） - 組織、器官に一定の刺激を与え、その機能を回復させる。
  - 鎮静作用 - 疼痛や痙攣のような異常に機能が亢進している疾患に対して行う。刺激した場所の組織を活性化する。鍼の補法（足りない気を補う）で用いる
  - 興奮作用 - 知覚鈍麻、消失あるいは運動麻痺のような神経機能減弱、内臓諸器官の機能減退に対して興奮させる。刺激した場所の組織を低下させる。鍼の瀉法（余分な気を抜く）で用いる
- 誘導作用 - 血管に影響を及ぼして充血を起こして患部の血流を調節する。
  - 患部誘導法（患部誘導作用） - 患部に鍼を打つことで打った部位の血管を拡張させ患部に血液を集める
  - 健部誘導法（健部誘導作用） - 健部に鍼を打つことで打った部位に炎症部などの集まった血液を健部に集める
- 反射作用 - 痛みや温度で刺激して、反射の機転を利用して治療を行う
- その他の作用
  - 転調作用 - 自律神経失調症、アレルギー体質などの体質改善で用いる。
  - 消炎作用 - 白血球を増加させて患部に遊走させたり、リンパ系を賦活させることで病的な滲出物の吸収を促進
  - 免疫作用 - 白血球を増加させて、免疫機能を高める。
  - 防衛作用 - 白血球を増加させたり、免疫系（網内系）を賦活させたりする。
  - 認知機能向上作用 - 心と体を改善し、身体的および精神的機能を高める[36]。

### 刺激量（ドーゼ）
- 使用鍼：長く太い鍼は刺激が強く、短く細い鍼は刺激が弱い
- 運鍼の速度：刺入、抜去の速度が急であれば刺激が強く、緩であれば刺激が弱い
- 刺激時間：短時間の刺激よりも長時間の刺激のほうが強く、長時間の刺激よりも短時間の刺激のほうが弱い
- 手技：鍼の動揺の小さい手技よりも動揺の大きい手技のほうが刺激量は大きく、大きい手技よりも動揺の小さい手技のほうが刺激量は小さい

### 個体の感受性
| 区分     | 鋭敏な場合           | 鈍感な場合                       |
| -------- | -------------------- | -------------------------------- |
| 年齢     | 小児、老年           | 青年、壮年                       |
| 性別     | 女子                 | 男子                             |
| 体質     | 虚弱な者、神経質な者 | 頑健な者、多血質な者、脂肪質な者 |
| 栄養状態 | 不良な者             | 佳良な者                         |
| 労働     | 精神労働者           | 肉体労働者                       |
| 経験     | 未経験者             | 経験者                           |
| 刺激部位 | 顔、手足など         | 腰、背など                       |

## 施術の禁忌
新生児の大泉門、外生殖器、臍部、眼球（眼鍼療法は例外）、急性炎症の患部、鼓膜、肺、心臓、腎臓、脊髄・延髄（2寸の鍼で瘂門穴から70度の場所に刺鍼）などの中枢神経系、大血管、腹膜

## 危険
鍼を刺す鍼治療では、まれに出血あるいは内出血することがあるが、健康な人であれば問題となることはほとんどない。しかし、抗がん剤治療をして出血を止める細胞の血小板が少なくなっている場合や、がんが進行して出血しやすい状態の場合などは、鍼治療を行う際に注意が必要である。
鍼の使い回しによるB型肝炎感染の可能性がある。因果関係は完全に証明されていないが、蓋然性のある事例がある。
2008年に、大阪府池田市の鍼灸院で、柔道整復師の資格をもつ鍼灸整骨院副院長（針灸の資格はない）が鍼治療を行い、女性の背中に針をうつ際に過って肺を傷つけ、低酸素脳症で死亡させた。院長は違法状態を黙認していた。
2017年、読売ジャイアンツ所属のプロ野球選手・澤村拓一が長胸神経の麻痺による前鋸筋の機能障害を起こしたが、神経麻痺の一因として、球団トレーナーによる鍼治療のミスによるものの可能性があると報じられたが、その後鍼灸団体からの質問状を受け「鍼治療以外にも、強い力がかかる他の外的要因によって長胸神経の麻痺が生じた可能性もある」との回答書を発表し、「今後も引き続き鍼治療を活用していく方針に変わりはありません」と回答した。
同球団に所属する選手については、過去にも槙原寛己や江川卓がはり治療トラブルに巻き込まれている。

## 鍼の種類

### 古代九鍼

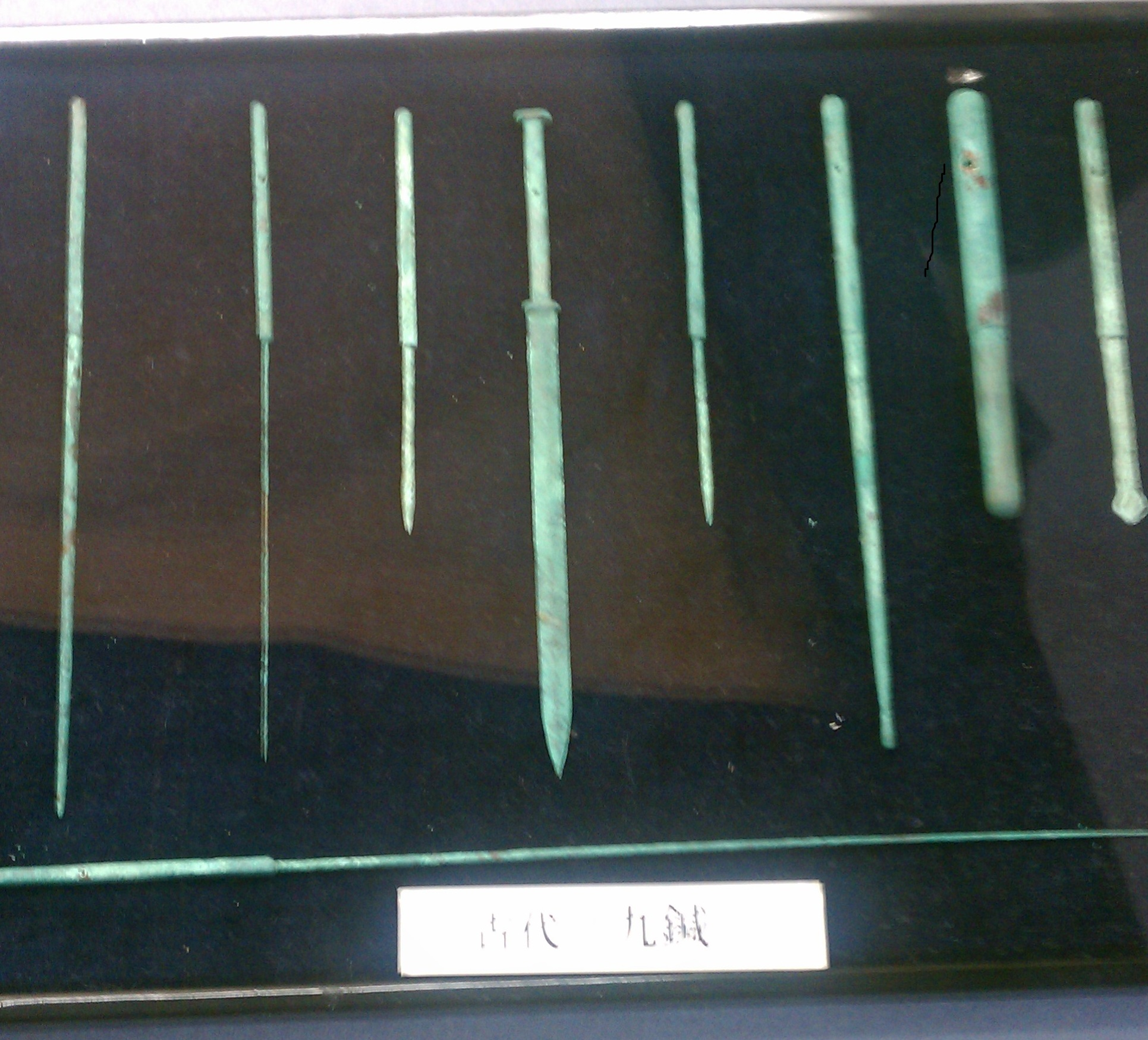
古代九鍼

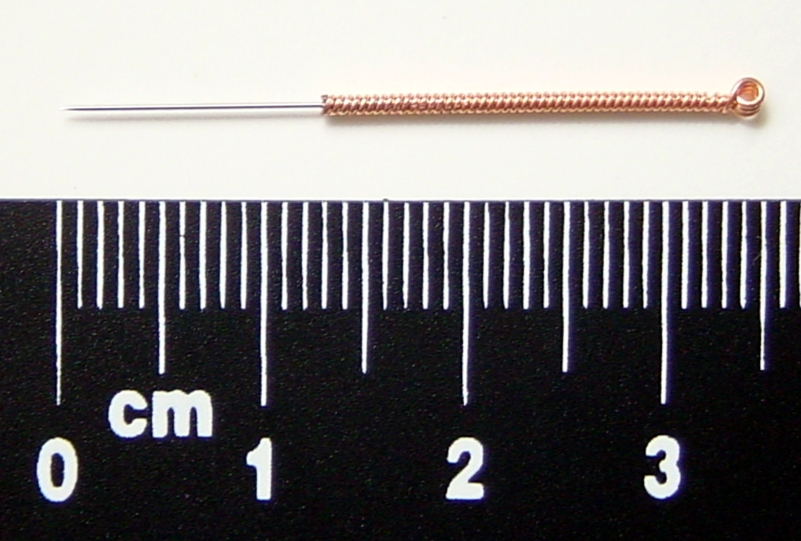
鍼の一種

- 破る（切開する）鍼：鑱鍼（ざんしん）、鈹鍼（ひしん）、鋒鍼（ほうしん）
- 刺入する鍼：毫鍼（ごうしん）、長鍼（ちょうしん）、員利（円利）鍼（いんりしん、えんりしん）、大鍼（だいしん）
- 刺入しない鍼：鍉鍼（ていしん）、円（員）鍼（いんしん、えんしん）

#### 鑱鍼
長さ一寸六分。鍼頭が大きく、鍼尖が鋭く、浅く刺して切りながら頭身の皮膚（皮膚の表面）にある遊走性の邪熱（陽気（熱））を瀉す。皮膚の白いところには用いてはならない。

#### 鈹鍼
長さ四寸、廣二分半。劍にのっとり鍼尖が剣峰のようになっている。癰（よう）などを切開して大膿を排除する。

#### 鋒鍼（三稜鍼）
長さ一寸六分、鍼尖が矛のように鋭利で絮にのっとり、筒状から先が鋒で刃三隅なので三ツ目錐（三稜）と呼ばれる。頑固な痛み、しびれ、できもののあるとき、手足末端の経穴や局所の刺絡・瀉血に使う。

#### 毫鍼
長さ一寸六分（三寸六分の説あり）。毫毛にのっとり、鍼尖がきわめて細く蚊や虻の喙（口先）のようになっていて、静かに刺入し、目的の深さに達したら浅く長時間鍼を留め寒熱や痛痺（痛み、しびれ）をとる。刺手で持つ鍼柄（竜頭）の部分と人体に刺入する鍼体の部分に分けることができる。また鍼体の鍼柄との境目を鍼根と呼び、鍼先を鍼尖（穂先）と呼ぶ。

#### 長鍼
長さ七寸。鍼尖が矛のように鋭くオビヒモにのっとり、鋒は細く尖り身は薄い。深い慢性の邪や?をとる。

#### 円利（圓利）鍼
長さ一寸六分。牛の尾にのっとり、太さが馬の尾の毛ぐらいで丸く鋭く中程はやや太めで急激な?（痛み、しびれ）に深く刺入して用いる。

#### 大鍼
長さ四寸。鍼尖が棒のようで先が少し鈍で鋒にのっとり、杖のように先が少し丸い。関節に水がたまり腫れているところを瀉す。

#### 鍉鍼
長さ三寸半。鍼尖（鋒）が粟・きびにのっとり、粟粒状になって少し尖っている。皮膚に刺入することなく手足末端近くの経脈（穴所の脈）を按じて血気を補ったり、邪気を瀉したりする。按じる時は肌肉を強く抑えてはならない。

#### 円（圓）鍼
長さ一寸六分。絮にのっとり、筒状で鍼尖（鋒）が卵のように丸く皮膚を抑えさすることにより分肉の間（浅いところにある肉の割れ目）にある邪気を瀉す。肌肉を損傷することなく滞っている血気を流通させる。

### プラセボ鍼 （偽鍼）
施術者、患者、共に施術を行っているのか分からないようにする擬似の鍼。主に二重盲検法の試験に用いられる。

### 日本で使われている鍼

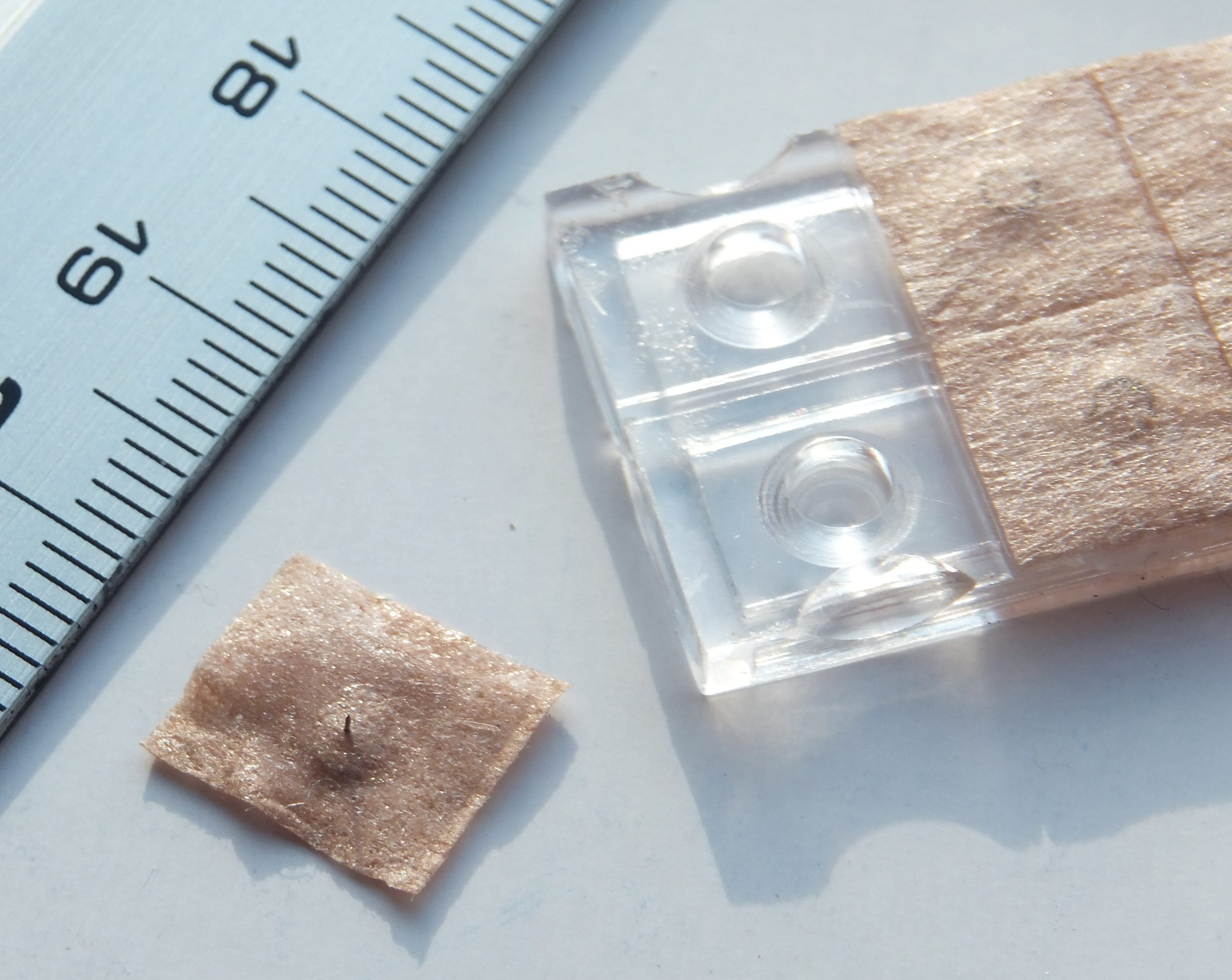
皮内鍼(大和漢製)

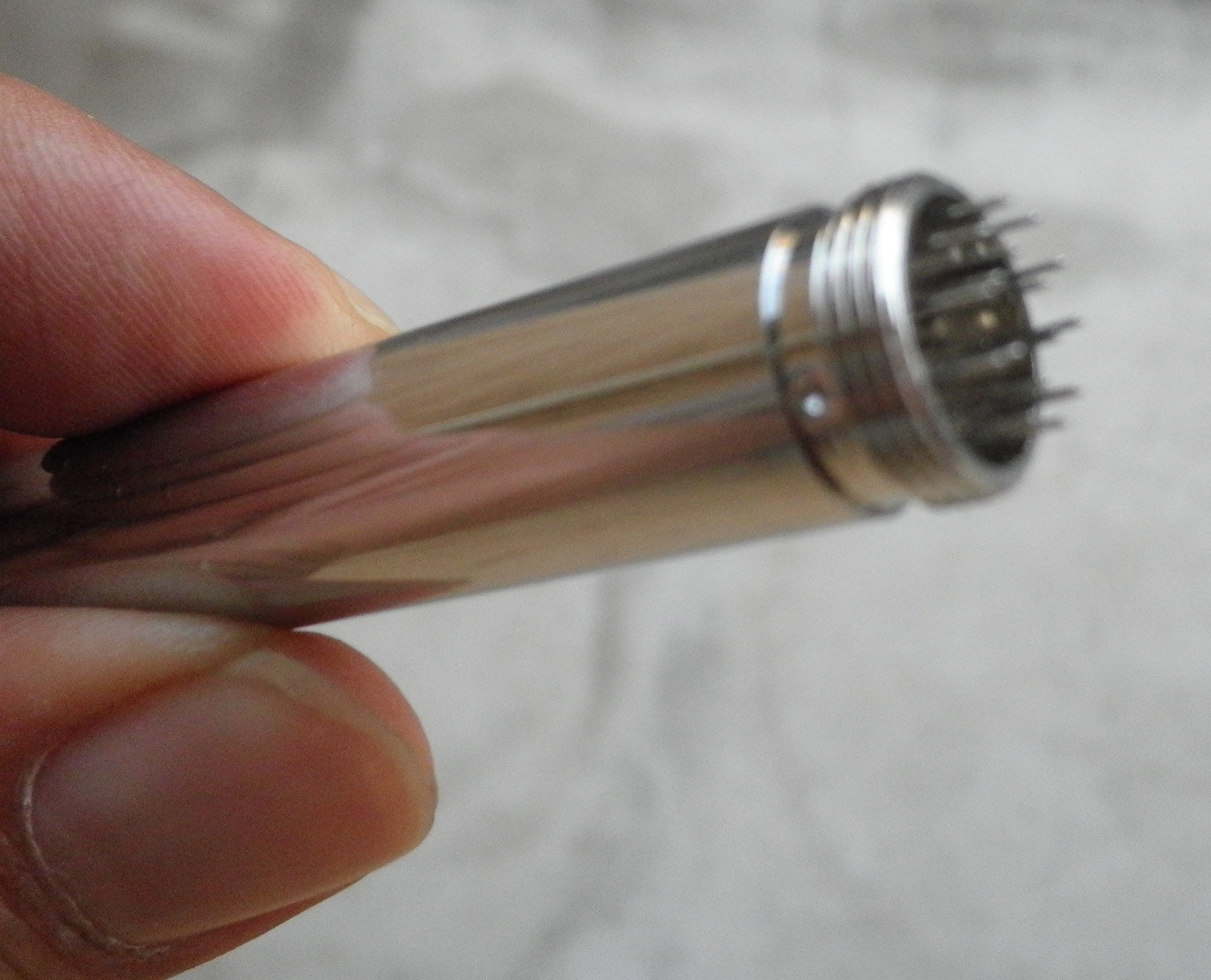
接触鍼の一つ「集毛鍼」

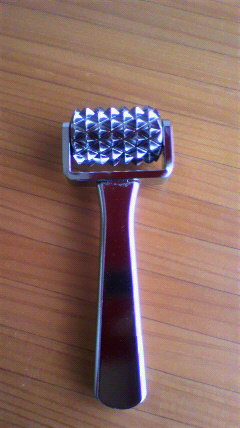
接触鍼の一つ「ローラー鍼」主に小児に用いる

- 毫鍼（通常、鍼と呼ばれるものはこれを指す）
- 鍉鍼
- 三稜鍼
- 接触鍼
- 小児鍼
- 円皮鍼
- 皮内鍼
- 粒鍼
- 灸頭鍼
- 電気鍼

### その他の鍼
- 巨鍼
- 火鍼（燔鍼）
- 挫刺鍼
- 血鍼
- 気鍼（挟気鍼）
- 寛鍼
- 穿横鍼

### 材質
金鍼
金を含んだ鍼。柔軟性・弾力性に富み、刺入時の刺痛が少ない。腐食しにくい。しかしながら、高価であり耐久性に劣る。
銀鍼
銀を含んだ鍼。金鍼と同じく柔軟性・弾力性に富み、刺入時の刺痛が少ない。金鍼に比べると安価である。しかしながら、酸化しやすく、腐食しやすい。耐久性に劣る。
ステンレス鍼
鉄にクロムやニッケルを混ぜてさびにくくした鍼。刺入しやすく折れにくいが刺痛が発生しやすい。腐食しにくい。安価である。しかしながら、他と比べ、柔軟性・弾力性に劣る（固い）。
安全面と安価な面でステンレスのディスポーザブル（使い捨て）鍼が多く使われている。またディスポーザブルでない場合もステンレス鍼が多く使われている。オートクレーブによる消毒の徹底が必要である。

### 長さ（鍼体長）と太さ（鍼体径）
長さは尺貫法とメートル法の二つが使われており、太さは番と号の二つで決められている。例えば鍼体長40 mm、鍼体径⌀0.20 (mm)の鍼は古来の呼び名では（1）寸3（分）3番鍼と呼ばれる（括弧内は省略されることが多い）。主に日本でよく使われる長さと太さを以下に示す。
| 5分   | 8分   | 1寸   | 1寸3分 | 1寸6分 | 2寸   | 2寸5分 | 3寸   | 3寸5分 |
| ----- | ----- | ----- | ------ | ------ | ----- | ------ | ----- | ------ |
| 10 mm | 20 mm | 30 mm | 40 mm  | 50 mm  | 60 mm | 70 mm  | 90 mm | 105 mm |

| 0番鍼 (10号鍼) | 02番鍼 (12号鍼) | 01番鍼 (14号鍼) | 1番鍼 (16号鍼) | 2番鍼 (18号鍼) | 3番鍼 (20号鍼) | 4番鍼 (22号鍼) | 5番鍼 (24号鍼) | 6番鍼 (26号鍼) | 7番鍼 (28号鍼) | 8番鍼 (30号鍼) | 9番鍼 (32号鍼) | 10番鍼 (34号鍼) |
| -------------- | --------------- | --------------- | -------------- | -------------- | -------------- | -------------- | -------------- | -------------- | -------------- | -------------- | -------------- | --------------- |
| ⌀0.10 mm       | ⌀0.12 mm        | ⌀0.14 mm        | ⌀0.16 mm       | ⌀0.18 mm       | ⌀0.20 mm       | ⌀0.22 mm       | ⌀0.24 mm       | ⌀0.26 mm       | ⌀0.28 mm       | ⌀0.30 mm       | ⌀0.32 mm       | ⌀0.34 mm        |

但し、中国鍼では太くなるにつれて号数は小さくなる。0.38 mm（28号）〜0.28 mm（32号）がよく使われる。

### 鍼先（鍼尖）
鍼尖の形には以下の5種類がある
- スリオロシ形：打鍼法で用いる形の鍼。御薗意斎が発見した。鍼体の根部から順次細くしたもので刺入しやすく曲がりやすいものであり、疼痛を与えやすい。主に腹部の証で使う。勝曳の鍼、火曳の鍼、散ずる鍼、止める鍼、胃快の鍼、吐かす鍼などで用いる。
- ノゲ形：柳葉形ができるまで撚鍼法で使われていた形の鍼。鍼尖の上部約1.5 mmぐらいのところから細くしたもので刺入しやすく曲がりにくいものであるが疼痛を与えやすい。
- 卵形：鍼尖が卵のように丸味をおびているので曲がりにくいが刺入しにくく、刺入時に鈍痛感を与えやすい。
- 松葉形：鍼尖の少し上から細くして、ノゲ形と卵形の中間の形にしたもので、刺入しやすく疼痛も少ない。現在使われている鍼である。
- 柳葉形：撚鍼法で使う鍼。松葉形より少し鋭利にしたもの

## 技法

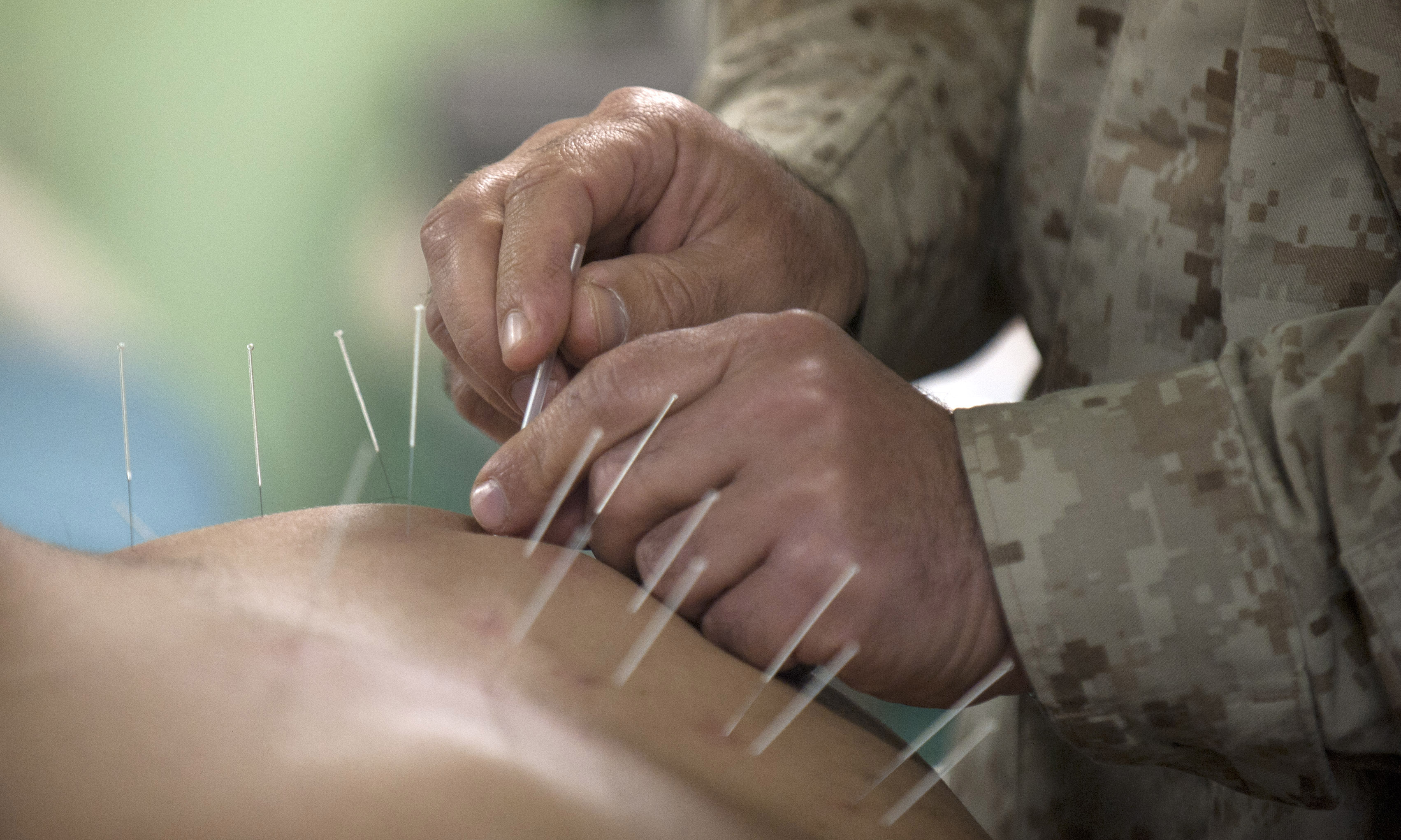
アメリカ海軍の軍医による施術（除管）の様子。揚陸艦ニューオーリンズの医務室にて。

### 術式
鍼は日本と世界においても手技が異なり、また、日本の中でも流派によって手技が変化するが、この項では東洋療法学校協会による指導を元にして述べる。前消毒、挿管、前揉捏、押手、留管、弾入（切皮）、除管、刺手、刺鍼、刺鍼中の手技（鍼の手技）、抜鍼、後揉捏、後消毒の順で行う。
前揉法
刺鍼に対する予告で、皮膚の触覚や圧覚を刺激し、快感を起こし精神的緊張をとる（快刺激効果）。刺鍼部の筋肉や皮膚の血行を良好にし、皮膚感覚の感受性を適当にし刺入しやすくする。
押手と刺手
押手（おしで）は刺鍼動作時に鍼が動かないように刺鍼部を固定するため鍼や鍼管を保持する手。皮膚の緊張度を調節する。鍼体を保持して刺鍼を容易にする。患者の不意の動きを防止する。古法では寒熱、虚実、気の往来を知り、響きを感知する（ただし、アメリカでは衛生面の問題上のためか、中国式の術式を用い、押手をせずに鍼体を触れないで施術を行う。中国式の鍼を使用し、太さも日本でいう所の5番鍼以上の太い鍼になる）。押手をする時は押手の消毒に気をつける。押手の圧には左右圧、上下圧、周囲圧がある。
- 左右圧（水平圧）は、母指と示指が鍼体をつまむ力加減のことで、鍼の進退・保持を円滑かつ正確に行うためのもの。弱すぎれば鍼は倒れ、強すぎれば刺入は困難になるのでつまむ程度が良い
- 上下圧（垂直圧）は、左右圧を作った母指と示指で刺鍼部位にかける圧の加減のことで、部位や患者の緊張度、疾病の状態、手技の差により圧は変わるが一度一定の圧を加えたら手技が終わるまで変えないのが原則
- 周囲圧（固定圧）は、左右圧と上下圧で使う以外の指、すなわち中指、薬指、小指の指腹と、小指外側から小指球にかけての部分全体で患者にかける圧のことで、刺鍼部全体を固定し、患者自身による急激な動揺を防ぎ刺鍼部周囲を安定させ、皮膚と筋肉が滑動して鍼が曲がることを防ぐ働きがあり、全体に圧がかかることによって刺鍼中の変化をとらえることができ適度な一定の圧がかかることによって患者に安心感を与える効果もある。

刺手（さしで）は鍼を刺入、抜鍼するための手。通常、利き手を刺手にする。
切皮
穿皮・弾入とも言う。鍼を身体に入れる動作を指す。この時に痛みを一番感じやすく、それをできるだけ少なくするために管鍼法が作られた。また前揉法、押手によっても切皮痛は軽減できる。
刺入・抜鍼
鍼を奥に刺し入れることを刺入といい、鍼を抜き去ることを抜鍼という。このときに回転を加えたり、抜き差しの動作を小刻みに行う雀啄という手技などを加えることで、鍼による刺激を増減させる。
後揉法
鍼痕を未然に防ぎ、また、鍼痕ができた場合にはその消退をはかる。刺鍼刺激感を鎮める。毛細血管やリンパ管の損傷によって生じた出血やリンパ流出を速やかに止め吸収をはかる。刺鍼により損傷を受けた組織の再生を促す。生体反応を高めることによって、治療効果を高める。皮膚の触覚や圧覚を刺激することにより、快感を促し、刺鍼に対する不安感を取り除き安心させる（快刺激効果）。

### 刺鍼法
鍼を皮膚に入れるまでの鍼術。

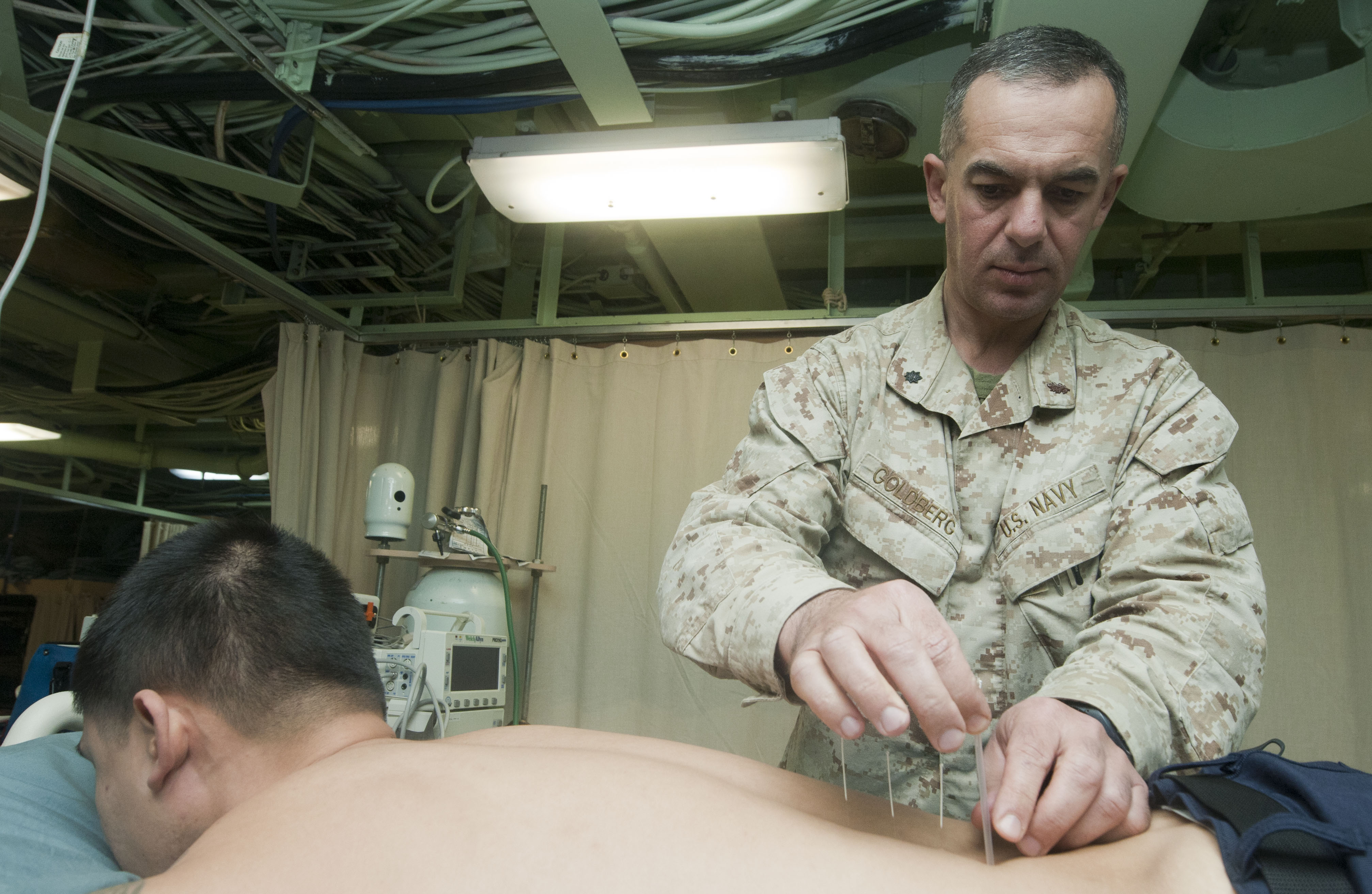
上掲のアメリカ海軍軍医による施術（管鍼法）。

- 撚鍼法：中国より伝わり、杉山和一の管鍼法が広められるまで主流であった方法。鍼管を使わずに直接皮膚に入れる。現代でも中国では主流であり、諸外国でも行われている。
- 打鍼法：安土桃山時代の御薗意斎によって考え出された。主に腹部の治療に使われる。元々は鍼の柄を小槌で叩いて1〜2分ほど刺入する方法であるが、刺痛（切皮痛）が激しいため現代では刺入しない鍼（提鍼）を使うことが多い。
- 管鍼法：鍼を鍼より短い鍼管に挿管して若干出た柄を叩いて皮膚に刺入する方法。日本での主流である。ドイツ、韓国など海外でも行われている。
管鍼法は杉山和一が作り出した刺鍼法である。鍼管の刺激によって切皮痛を激減できるため日本では主流の刺鍼法となっている。鍼を鍼管と呼ばれる管の中に入れ鍼管からでた鍼柄を叩いて皮膚に刺入する。刺入後は鍼管を外し、各種手技を行う。杉山和一は当初、撚鍼法による刺鍼術を体得しようと山瀬琢一に師事していたが、どうしても上達せず山瀬琢一に破門を言い渡されている。その後実家に帰る途中、江の島で偶然石につまずいて転び、その際に竹筒に入った松葉が痛みもなく足に刺さるという経験をし、鍼を管に入れて操作するという手技を考案したとされている。
鍼管はステンレスや硬質プラスチック（ディスポーザブル鍼）でできており、円筒形、六角形、八角形、穴あき鍼管など種々のものがある。基本的に円筒形以外は視力障害者用の用具であるが、実際には術者の好みによるところが大きい。長さは使用する鍼によって変える必要があり、使用鍼より1分5厘（約4 mm）短いものを使う。

### 刺入
刺入には、鍼を半回転ずつさせながら行う「旋撚刺法」と手の重みで沈めたり、もしくは刺手の母指・示指で送り込むように入れていく「送りこみ刺法」がある。

#### 角度
刺入時の角度については次のようなものがある。
- 直刺: 皮膚面に対し鍼を直角に刺入する。
- 斜刺: 皮膚面に対し鍼を斜めに刺入する。約30〜60度*
- 横刺（地平刺、水平刺）: 皮膚面に対し鍼をほぼ平行に刺入する。

#### 手技

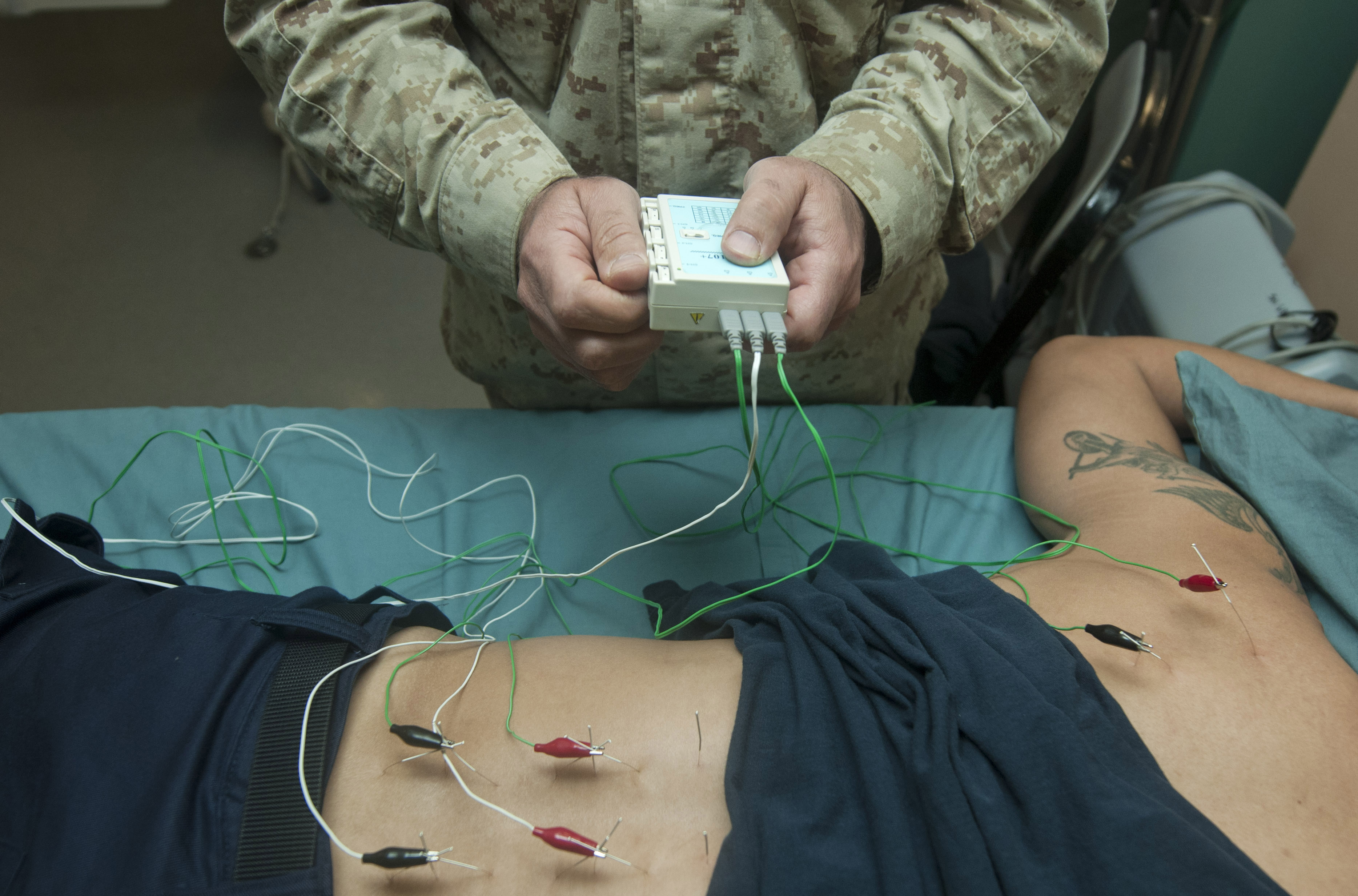
上掲のアメリカ海軍軍医による施術。鍼に低周波を通電する様子。

- 単刺術 - 鍼を目的の深さまで刺入してすぐに抜鍼する方法。その際、動揺進退させない。軽い刺激が目的。
- 雀啄術 - 鍼を刺入する時、又は一定の深さまで刺入してから刺手で鍼体か鍼柄を持ち、雀が啄むように上下に進退させる方法。上下動の速さ、深さ、時間などで強刺激や弱刺激にもなる。
- 間歇術 - 鍼を目的の深さまで達したら、半分抜きしばらくしてそこに留め、また前の深さまで刺入し、しばらくそこに留めることを繰り返す方法
- 屋漏術 - 刺入する目的の深さの1/3に達したら、そこで雀啄、さらに1/3刺入し雀啄、目的の深さに達して雀啄というように3回に分けて刺激を与える方法。抜鍼は刺入時とは逆に行う。
- 振せん術 - 目的の深さまで刺入した鍼の鍼柄を刺手でつまみ、鍼を振動させる方法
- 置鍼術（留鍼） - 1本又は数本の鍼を身体に刺入し、しばらくの間、とどめ、生体の反応を見きわめた後、抜鍼する方法。約15分〜20分が目安。多くの治療院で一般的。
- 旋撚術 - 刺入時又は抜鍼時に鍼を左右に半回転ずつ交互にひねりながら行う方法
- 回旋術 - 左又は右のどちらか一方向に回しながら刺入し、あるいは一定の深さでこれを行う方法。抜鍼時には刺入時と反対方向に回す。
- 乱鍼術 - 複数の術を用いる。
- 副刺激術（気拍法） - 刺入した鍼の周囲の皮膚を鍼管又は指頭で叩き、響きを与える方法
- 示指打法 - 鍼を一定の深さに刺入し、その鍼に再び鍼管をかぶせ弾入のように鍼管の上端を叩く方法
- 随鍼術 - 患者の呼吸に合わせ、刺鍼時=呼気時に刺入し、吸気時に留め、抜鍼時=吸気時に抜き、呼気時に留める方法
- 内調術 - 刺入した鍼の鍼柄を鍼管で叩打し、鍼体に動揺を与える方法
- 細指術 - 刺鍼しようとする皮膚部位に対し、弾入だけを何回も繰り返し行う方法
- 管散術 - 施術部位に弾入の要領で鍼管の上端を叩打するだけで、鍼を使用しない方法
- 鍼尖転移法 - 鍼尖を皮下にとどめ、押手・刺手とともに皮膚を縦横にまたは輪状に移動させ皮下に刺激を与える方法
- 刺鍼転向法 - 刺入した鍼の方向が間違っていたりした時、一度、鍼を皮下まで引き抜き、新たに方向を定める方法
- 低周波鍼通電療法 - 電気療法。現在、主流となっているのは、筑波大学で開発・研究が進められた筑波大学式低周波鍼通電療法である[44]。

### 古代刺法
『黄帝内経』に記されている技法

#### 九変に応ずる刺法
- 輸刺 - 五行穴、背部の兪穴を刺す方法
- 遠道刺 - 病が上にあれば下に取って、腑兪を刺す方法
- 経刺 - 経脈上の経と絡の間の気血の結集したところを刺す方法
- 絡刺 - 経脈の鬱血したところを瀉血する方法
- 分刺 - 分肉の間（筋間、筋肉の分岐部）を刺す方法
- 大瀉刺 - 鈹鍼で膿を切開する方法
- 毛刺 - 皮膚に浅く刺す方法。半刺や浮刺と同じ
- 巨刺 - 左が病めば右を取り、右が病めば左を取る方法。謬刺のこと。
- 焠刺 - 燔鍼を用いて寒卑を取る方法

#### 十二節に応ずる刺法
- 偶刺 - 1鍼は胸に、1鍼は背部に刺入し、心痺を取る方法
- 報刺 - 病巣部に1度、2度と重ねて鍼を刺す方法
- 恢刺 - 病巣の周囲に廓状に刺す方法
- 斉刺 - 三鍼を等しく刺す方法
- 揚刺 - 散鍼法のこと。
- 直鍼刺 - 皮膚をつまみ上げ、皮膚に沿って刺し、肌肉にはあたらないようにする方法
- 輸刺 - 鍼の出入を軽快にし、比較的深く刺し、取穴を少なくする方法。熱がある場合は瀉す。
- 短刺 - 静かに刺入し、鍼で骨を撫でるようにして骨卑を取る方法
- 浮刺 - 浅く刺す鍼法で、皮膚の寒邪を取る方法。毛刺や半刺と同じ
- 陰刺 - 陰寒を刺し、厥冷（足の冷え性）のある時足の少陰腎経の太谿穴に両側刺鍼する方法
- 傍鍼刺 - 1鍼は経を、1鍼は絡を刺し留痺を取る方法
- 賛刺 - 単刺法で部分まで刺入し、皮下に引き上げ、鍼を動かして取穴を多くし鍼の出入を軽快に行い比較的浅く瀉血することで癰腫を取る方法

#### 五臓に応ずる刺法
- 関刺 - 肝に応ずる刺法。関節付近の筋の端（腱）を直刺し筋の痛みを取る方法
- 豹文刺 - 心に応ずる刺法。血絡において経絡の鬱血を瀉血する方法
- 合谷刺 - 脾に応ずる刺法。鶏の足状に分肉の間に刺して肌肉に疫れを取る方法
- 半刺 - 肺に応ずる刺法。浅く刺し速く抜くことで皮膚の邪気を取る方法
- 輸刺 - 腎に応ずる刺法。骨の付近まで深く刺し骨の痛みを取る方法
- 三刺 -

### 補瀉
鍼では気が少なかったり、余ったりすると気を補ったり、瀉したりすることで体を整える
| 手法と類別       | 補                                                                           | 瀉                                                                         | 備考                                                           |
| ---------------- | ---------------------------------------------------------------------------- | -------------------------------------------------------------------------- | -------------------------------------------------------------- |
| 子母             | その母を補う                                                                 | その子を瀉す                                                               | 六十九難                                                       |
| 寒熱             | 鍼を温めて用いると刺入した鍼下の部が熱する                                   | 鍼をそのまま用いると刺入した鍼下の部が寒する                               | なし                                                           |
| 迎随             | 経絡の流注に随って（沿って）刺す                                             | 経絡の流注に逆らって（迎えて）刺す                                         | 経気の流注を促すと補、邪気を泄らすと瀉                         |
| 徐疾、出内、遅速 | 徐々に刺痛なく（無痛）に刺入し置鍼してから徐々に抜鍼する                     | 痛みがあっても速刺速抜で疾く刺入し疾く抜鍼する                             | 「霊枢」九鍼十二原篇には徐刺疾抜で補、疾刺徐抜で瀉の記述がある |
| 呼吸             | 呼気時に刺し、吸気時に抜く                                                   | 吸気時に刺し、呼気時に抜く                                                 | 吸気には体実し、呼気には体虚する                               |
| 提按、開闔       | 経穴の上をよく按じて刺鍼し、抜鍼後は直ちに鍼孔部を閉じる                     | 抜鍼後も鍼孔部を閉じない                                                   | 穴を閉じて正気を漏らさない、開けて邪気を漏らす                 |
| 搖動             | 鍼を刺入し刺手を震わせて気を促し穴所を軽く弾き、刺入した鍼に軽く振動を与える | 鍼を刺入し押手を搖るがせて気を泄らせて穴所を弾くことなく、そのまま刺鍼する | なし                                                           |
| 用鍼             | 細い鍼を用いる                                                               | 太い鍼を用いる                                                             | なし                                                           |
| 深さ             | 浅く入れて後に深くする                                                       | 深く入れて後に浅くする                                                     | 陰病には深く、陽病には浅くの指示がある                         |
| 搓転（左右）     | 鍼を捻るのに患側の左側では右回転、右側では左回転                             | 鍼を捻るのに患側の右側では右回転、左側では左回転                           | なし                                                           |
| 刺法             | 陰病（虚証）の刺法                                                           | 陽病（実証）の刺法                                                         | なし                                                           |

#### 六十九難による取穴
六十九難による取穴は、その臓腑の気が不足した場合はその母を補い、気が充満した場合はその子を瀉せとしている。
| 補法 | 補法                   | 瀉法 | 瀉法                   |
| 虚経 | 取穴                   | 実経 | 取穴                   |
| ---- | ---------------------- | ---- | ---------------------- |
| 木経 | 木経の水穴、水経の水穴 | 木経 | 木経の火穴、火経の火穴 |
| 火経 | 火経の木穴、木経の木穴 | 火経 | 火経の土穴、土経の土穴 |
| 土経 | 土経の火穴、火経の火穴 | 土経 | 土経の金穴、金経の金穴 |
| 金経 | 金経の土穴、土経の土穴 | 金経 | 金経の水穴、水経の水穴 |
| 水経 | 水経の金穴、金経の金穴 | 水経 | 水経の木穴、木経の木穴 |

| 臓腑 | 虚証の補法                        | 実証の瀉法   |
| ---- | --------------------------------- | ------------ |
| 肝   | 陰谷、曲泉 中封、照海             | 少府、行間   |
| 心   | 大敦、少衝、中衝 中封、通里、内関 | 神門、太白   |
| 脾   | 少府、大都、労宮 公孫、通里、内関 | 経渠、商丘   |
| 肺   | 太白、太淵 列缺、公孫             | 陰谷、尺沢   |
| 腎   | 経渠、復溜 照海、列缺             | 大敦、湧泉   |
| 心包 | 大敦、中衝                        | 太白、大陵   |
| 胆   | 足通谷、侠谿                      | 陽谷、陽輔   |
| 小腸 | 足臨泣、後谿                      | 足三里、小海 |
| 胃   | 陽谷、解谿                        | 商陽、厲兌   |
| 大腸 | 足三里、曲池                      | 足通谷、二間 |
| 膀胱 | 商陽、至陰                        | 足臨泣、束骨 |
| 三焦 | 足臨泣、中渚                      | 足三里、天井 |

## 法的および政治的地位
WHOは1991年、加盟国に鍼治療についての関連法規を策定し監督するよう勧告している。
- オーストラリアの2005年の国勢調査によれば、およそ成人の10人に一人がその前年に鍼治療を受けていた[46]。

### 日本
日本においてはあん摩マツサージ指圧師、はり師、きゆう師等に関する法律により、はり師試験国家試験の合格者がはり師として施術する。

#### 鍼と健康保険
鍼灸も、健康保険で利用することができる。
しかし、医師の「同意書」「診断書」が必要である。神経痛・リウマチ・五十肩など6つの疾患に限られ、同一疾患については、医師の治療と併用はできない。手続きが面倒なことなどが災いして、まだあまり普及していないが、利用は確実に伸びており、2005年には推定で千数百万件健康保険による鍼灸治療が行われたと見られている。鍼灸と健康保険の概略については、保険鍼灸マッサージ師会を参照のこと。

### アメリカ合衆国

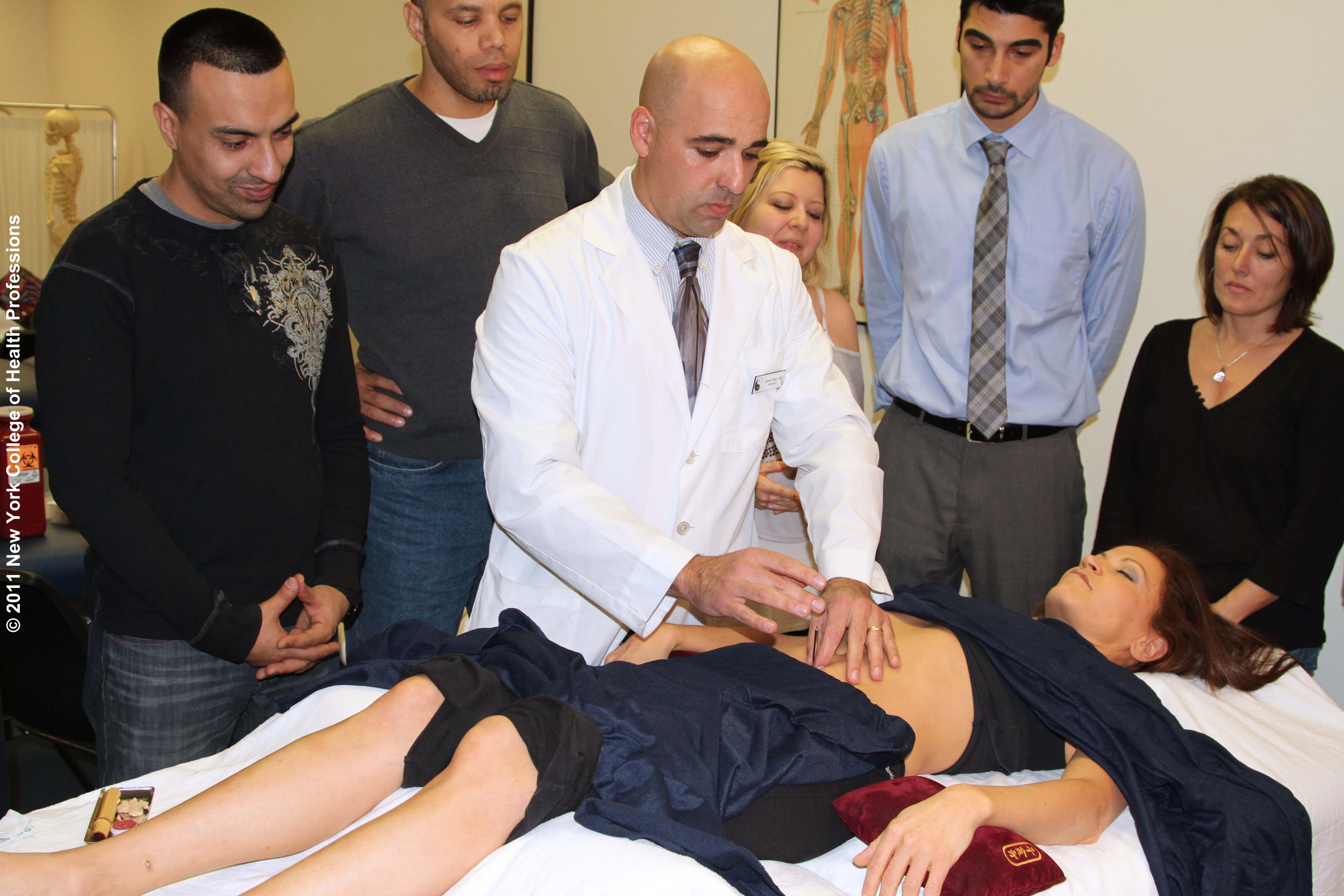
米国New York College of Health Professionsの講義風景

鍼治療と東洋医学の専門家は、通常"licensed acupuncturists" または L.Ac.'s. と呼ばれている。"Dipl. Ac."の略称は "Diplomate of Acupuncture"を意味し、アメリカ国立補完統合衛生センターに認定されたことを意味する。23の州ではその認証を持つことが要求されている。
2005年のアメリカ医師への世論調査によれば、59 %が鍼治療は痛みの治療について何かしら幾分効果があったと信じている。1996年、アメリカ食品医薬品局（FDA）は治療鍼の位置づけについて、Class III から Class II 医療機器に変更した。これは認定施術者によって扱われるならば安全であり効果的だとみなされた事を意味する。2004年時点で、アメリカ人の加入する雇用健康保険について50 %近くが鍼治療をカバーしている。

### 英国
英国においては、2009年に総計400万の鍼治療セッションが行われた。英国国立医療技術評価機構の臨床ガイドラインでは、慢性の緊張性頭痛の予防として、5-8週あたり10回までの鍼治療の検討を提案している。